# TAG Heuer
TAG Heuer è una società svizzera del settore dell'orologeria, particolarmente conosciuta per i suoi orologi e cronografi di lusso. È una divisione della holding LVMH.

## Storia

### Dalla fondazione ai cronografi amati dai piloti di F1 (1860-1960)

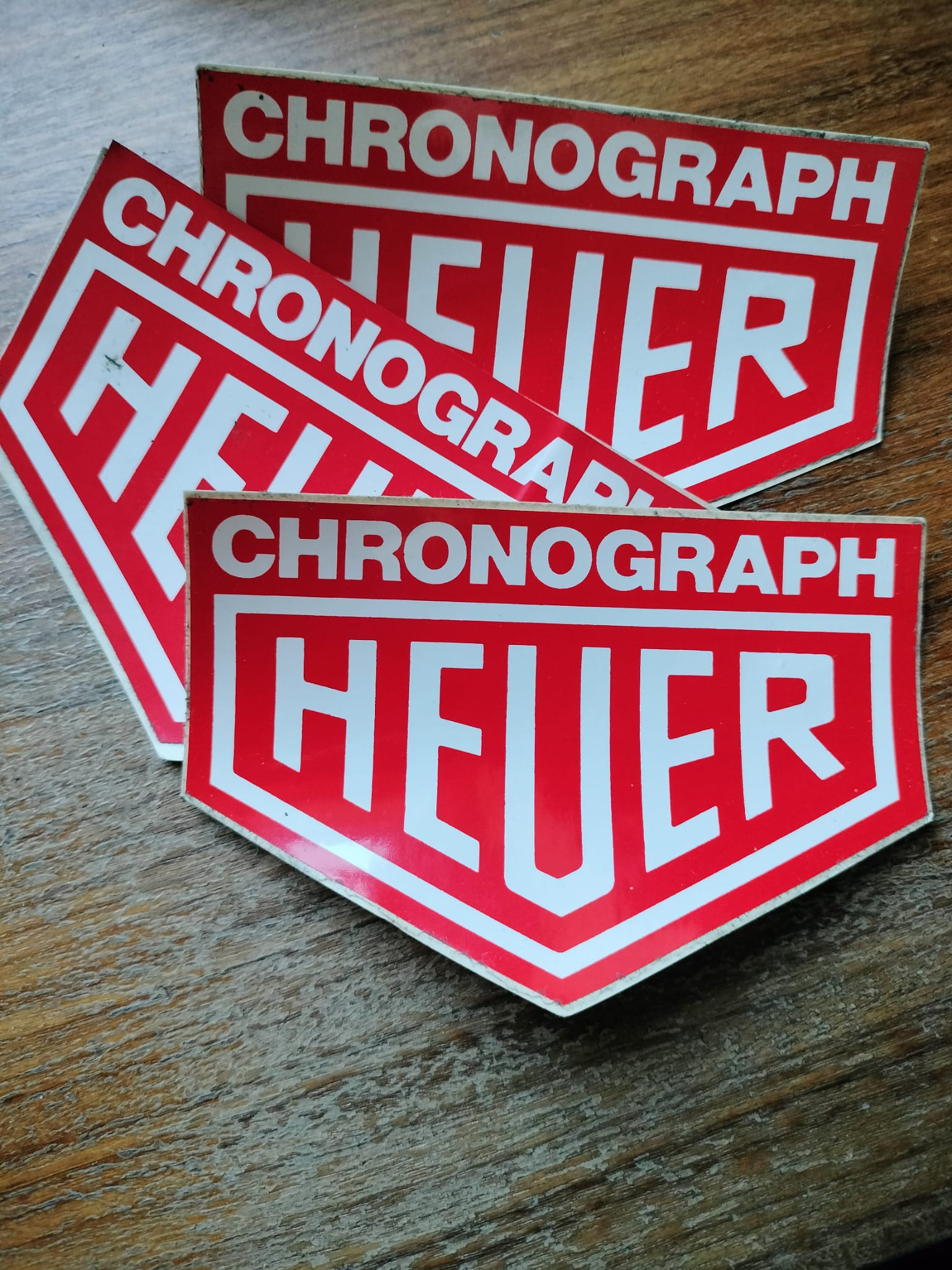
Vecchio logo Heuer

Heuer nasce nel 1860 a Saint-Imier, in Svizzera, da Edouard Heuer, e ben presto l'azienda si specializza nella realizzazione di cronometri ad alta precisione. Il brevetto del primo cronografo risale al 1882. Agli inizi del Novecento la casa diventa famosa anche per produrre strumenti per vetture. La versatilità del marchio nella realizzazione di cronografi precisi è dimostrata quando, nel 1916, viene presentato il Mikrograph, il primo cronografo in grado di misurare con precisione il centesimo di secondo, utile per conoscere con precisione i tempi delle competizioni sportive. L'innovazione del Mikrograph consente ad Heuer di ottenere il posto di cronometrista per le Olimpiadi di Anversa, Parigi e Amsterdam, tra il 1920 ed il1928. Nel 1933 venne presentato l'orologio da cruscotto Autavia, per veicoli e aeromobili.

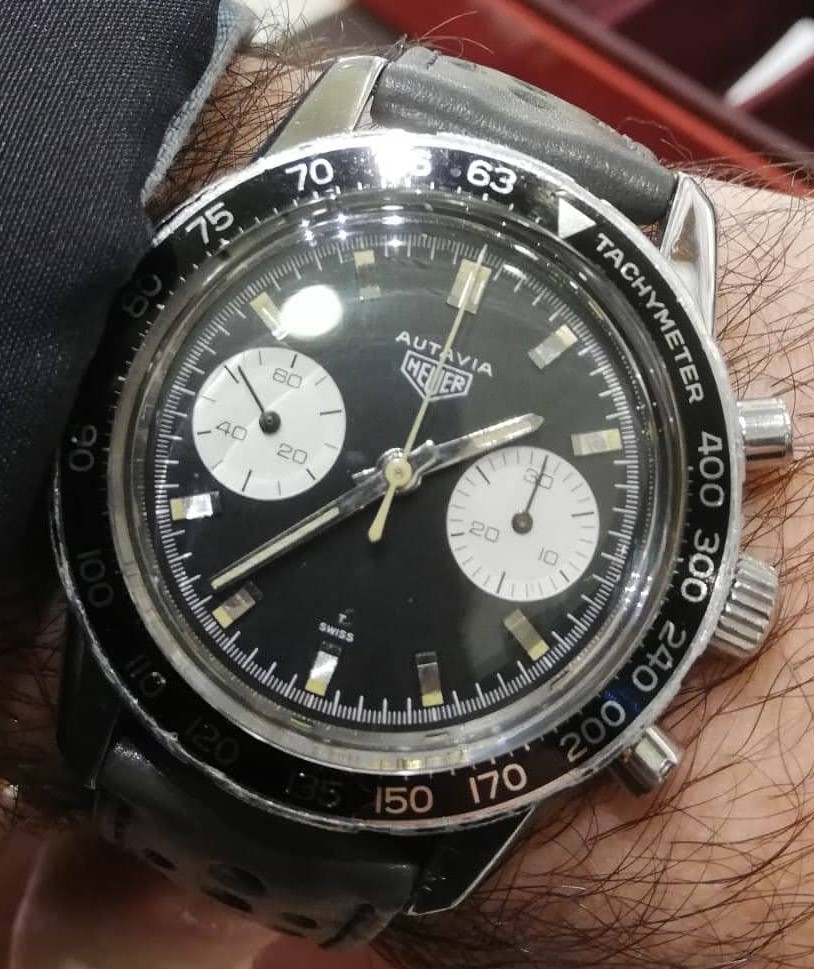
Heuer Autavia ref. 7763 con movimento a carica manuale Valjoux 7730, fine anni Sessanta

Questa precisione cronometrica ha fatto sì che il marchio Heuer divenne particolarmente popolare tra numerosi sportivi e vip, come Steve McQueen, Mario Andretti, Ayrton Senna, Jo Siffert, Clay Regazzoni e molti altri.
Nel 1962 viene lanciato l'Autavia, cronografo così ribattezzato per poter essere utile sia nel settore automobilistico sia in quello dell'aviazione. Fu uno dei primi grandi successi di casa Heuer. Il nome era mutuato da un vecchio cronografo da cruscotto per velivoli e autoveicoli. Tra il 1962 e il 1963 viene presentato anche il Carrera.

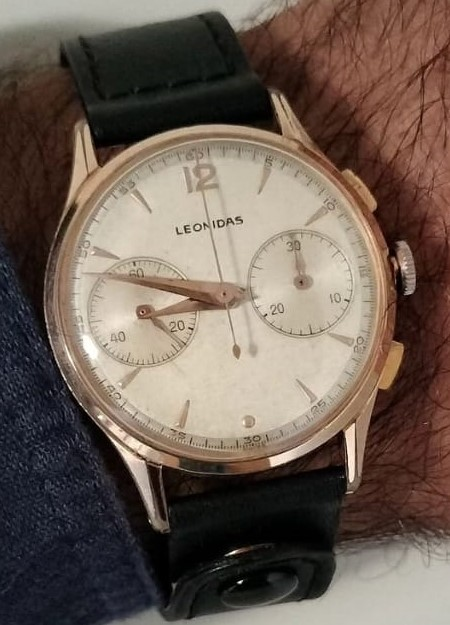
Cronografo Leonidas, risalente a prima che l'azienda si fondesse con Heuer (circa anni Cinquanta).

All'incirca a metà anni Sessanta il marchio Heuer assorbe Leonidas, altra azienda orologiera specializzata in rilevazioni cronometriche e segnatempo per l'uso militare.
Nel 1968 viene presentato il primo Heuer Skipper, concepito appositamente per le regate e, lo stesso anno, il Camaro, un cronografo con cassa a cuscino.

### Il consorzio Chronomatic e la creazione del cronografo automatico modulare (1969-1970)

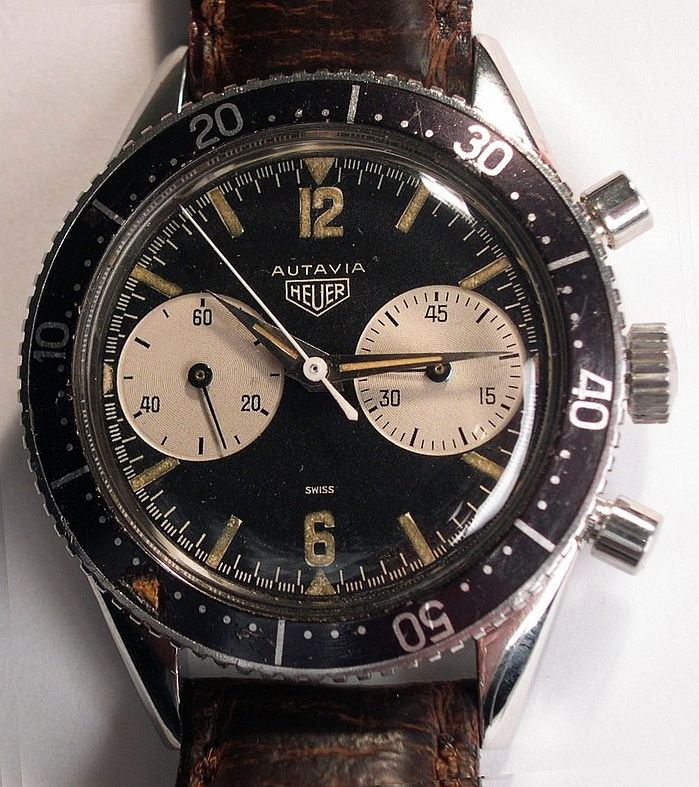
Heuer Autavia ref. 3646M, 1962

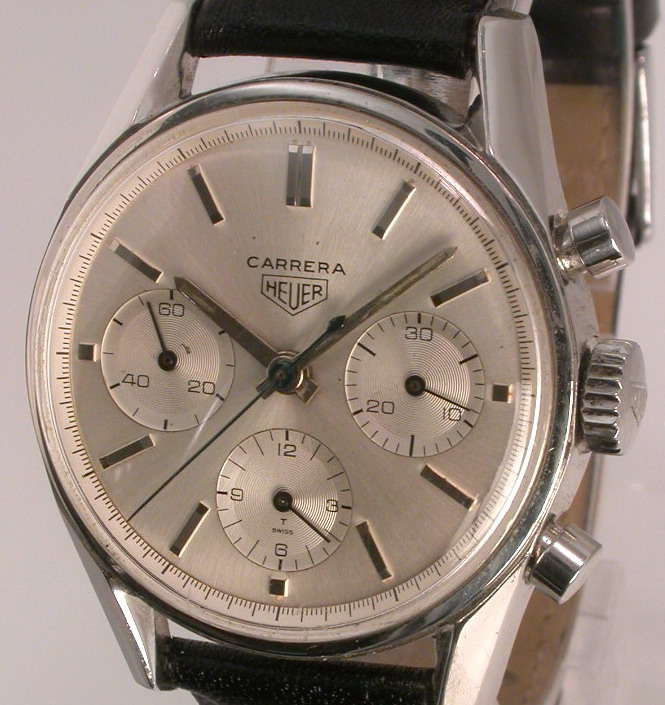
Heuer Carrera ref. 2447S, 1963

Nel 1969 Heuer, all'interno del consorzio Chronomatic (formato anche da Breitling, Hamilton, Buren e Dubois-Depraz), realizzò uno dei primi movimenti cronografici automatico: il Calibro 11, caratterizzato dal fatto che si trattava di un movimento modulare, ovvero un meccanismo solotempo a cui era stato aggiunto un modulo cronografico: ciò faceva sì che il movimento non fosse un tutt'uno (così come era invece per i coevi Seiko e Zenith El Primero). Inoltre la corona di carica era posizionata a sinistra della cassa, a ore 9, dalla parte opposta dei pulsanti crono, che invece si trovavano nelle consuete posizioni. Lo stesso movimento venne poi modificato e realizzato in altre versioni.

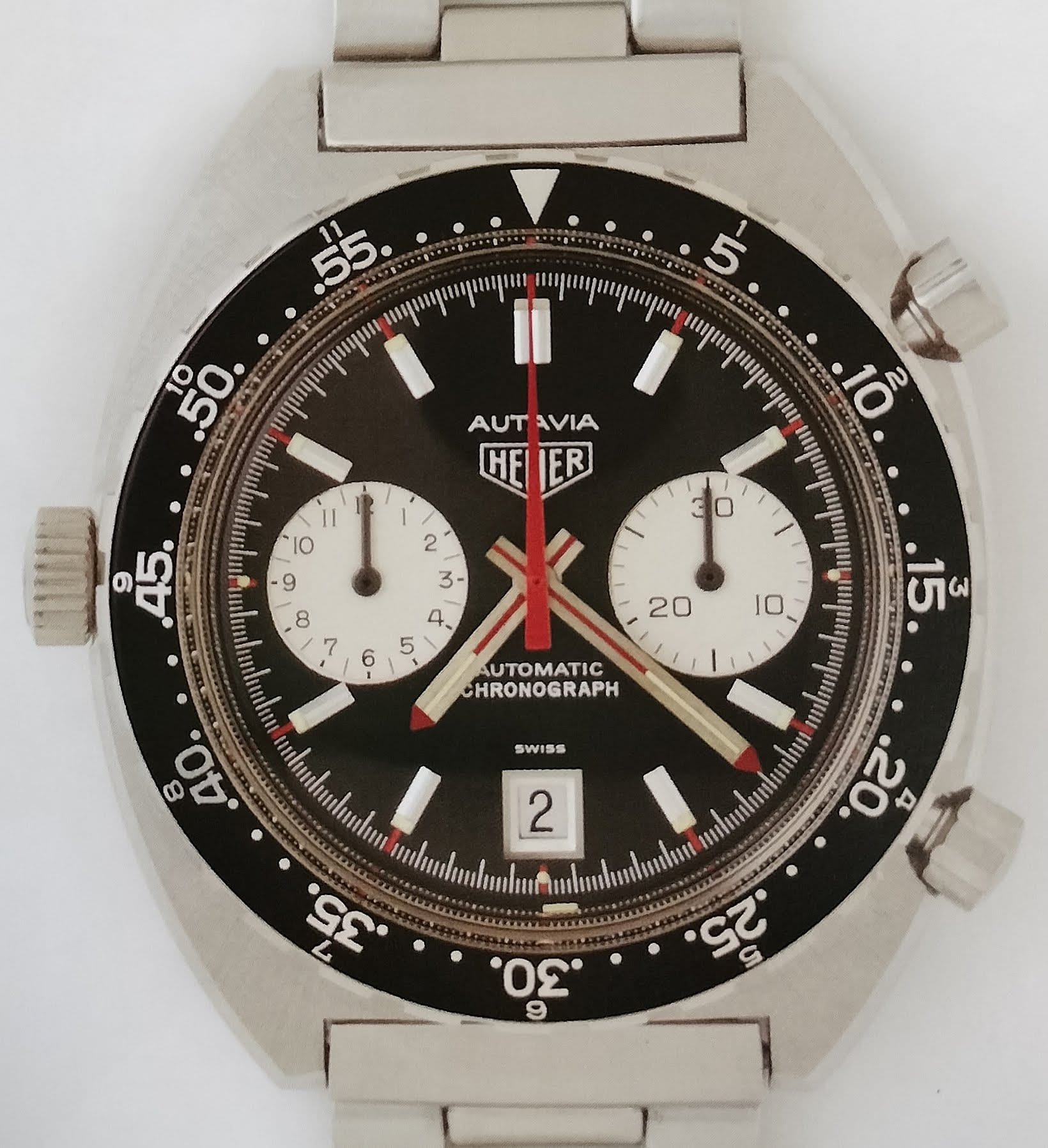
Heuer Autavia ref. 1163 con calibro automatico Chronomatic facilmente distinguibile dal posizionamento della corona di carica a ore nove. Primi anni Settanta circa.

Nel 1970 Heuer lanciò un orologio destinato a diventare esteticamente inconfondibile: il Monaco, un cronografo caratterizzato dalla cassa quadrata, disegnato da Ervin Piquerez e portato alla notorietà anche grazie a Steve McQueen che lo indossò durante le riprese del film LeMans. Sul finire degli anni Sessanta e gli Settanta Heuer aveva a catalogo diversi orologi che avevano nomi di circuiti di F1 (Monaco, Monza, Silverstone...). Nel 1974-1975 il Monaco esce di produzione per lasciare spazio al Silverstone, caratterizzato sempre da una cassa quadrata, ma dagli angoli smussati, e con un'estetica non egualmente iconica come quella del suo predecessore. Un altro orologio che entra in produzione in quegli anni è l'Heuer Montreal, anch'esso con cassa a cuscino, ma con anse nascoste: un altro cronografo fortemente ispirato all'estetica del periodo.

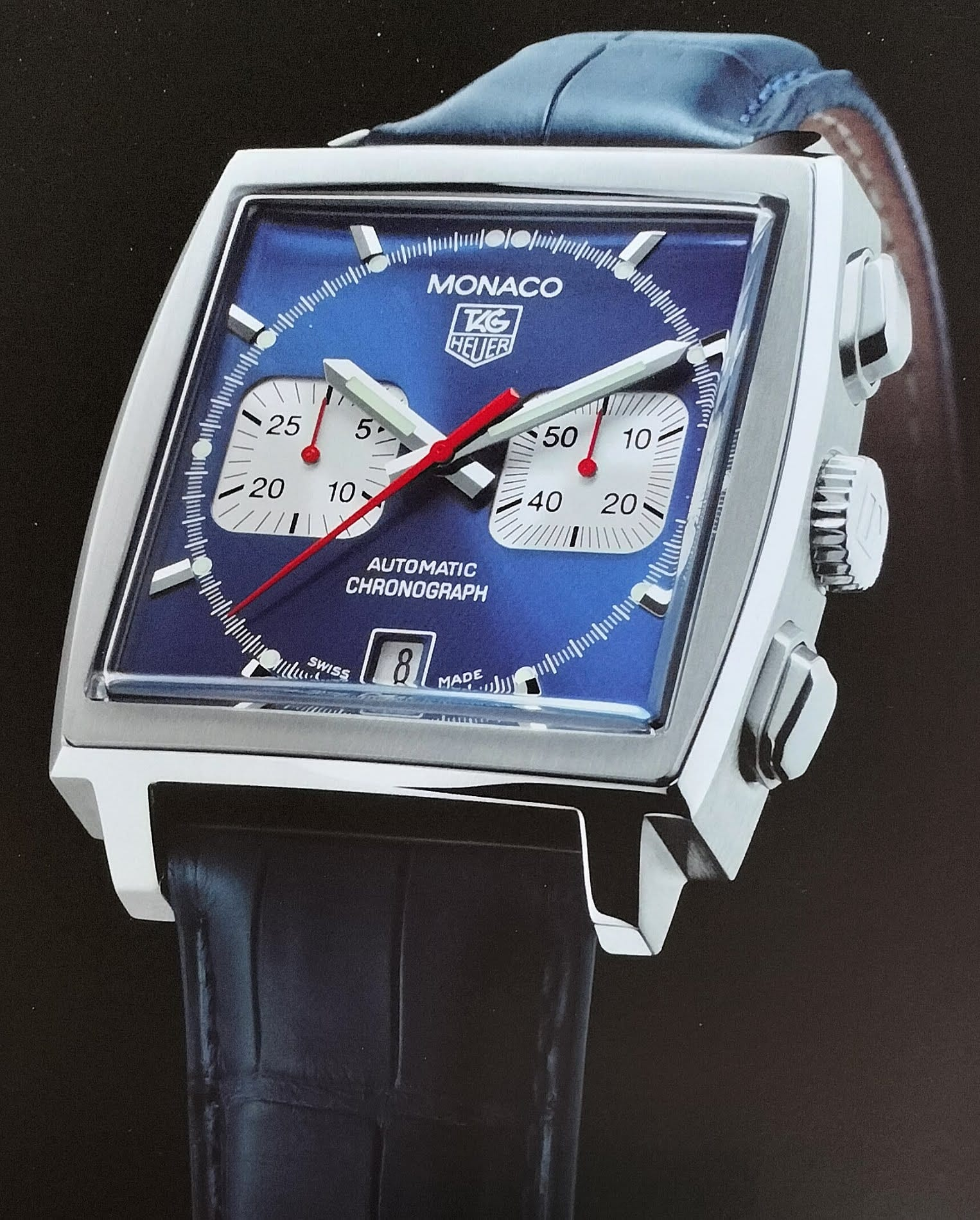
TAG Heuer Monaco con nuovo movimento cronografico di manifattura, 2020

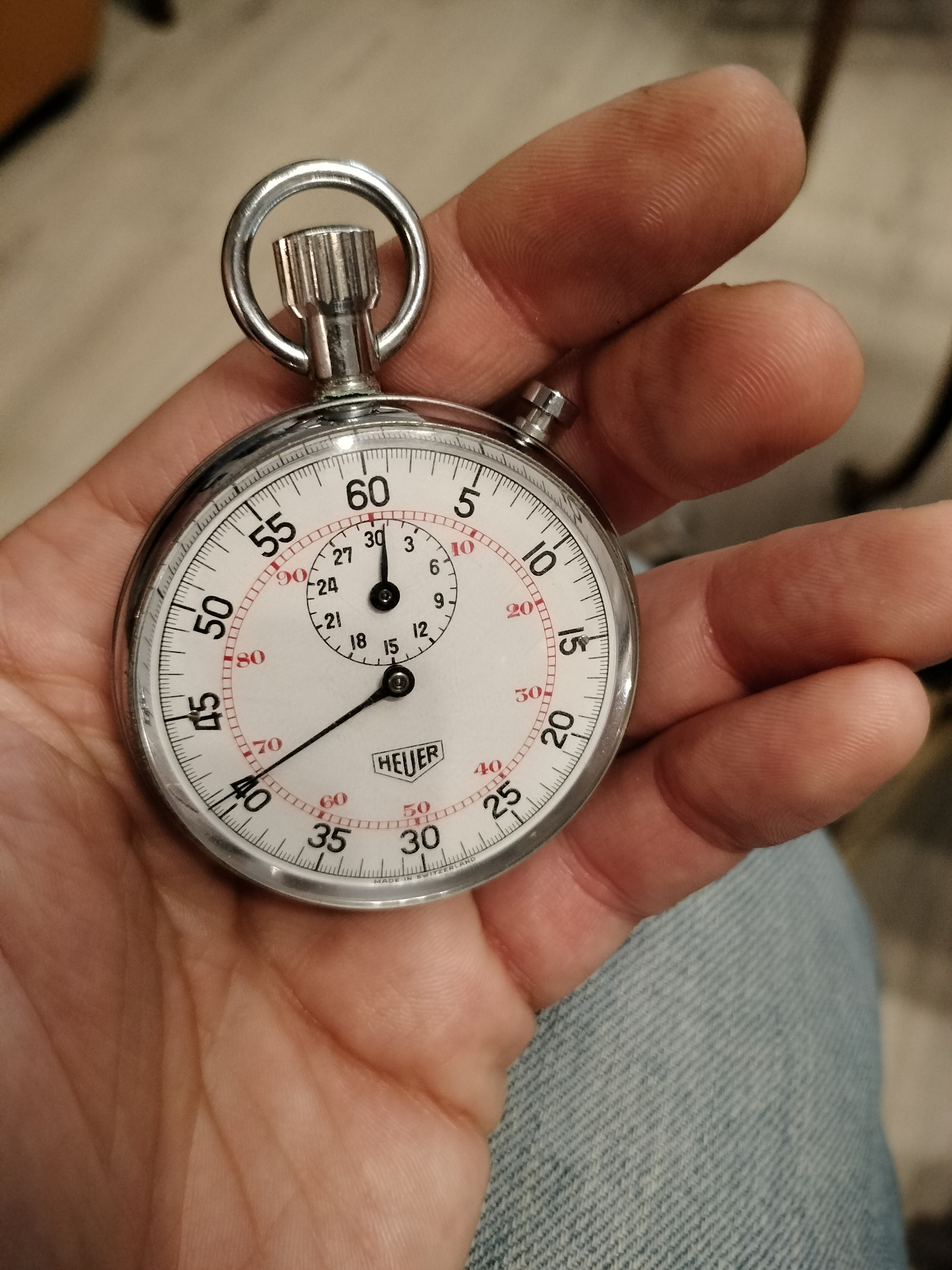
Heuer stopwatch, metà anni '70

A partire dal 1971 inoltre Heuer divenne sponsor Ferrari, legame che ha mantenuto fino al 1979. In questo stesso anno, in piena rivoluzione del quarzo, Heuer realizza la ref. 844, un orologio subacqueo con movimento al quarzo che si afferma grazie al suo prezzo contenuto rispetto alla concorrenza e alla sua precisione data dal calibro a batteria. Nel rafforzamento della partnership con Ferrari, Heuer realizza il Centigraph Le Mans nel 1972, un dispositivo di cronometraggio evoluto. Un altro segno di legame con Ferrari si ha nel 1976, con la presentazione del cronografo Monza, nato per celebrare la vittoria del campionato mondiale piloti e costruttori del 1975. La cassa a cuscino di questo modello ospita il movimento cronografico automatico Chronomatic, già visto su Autavia, Monaco, Silverstone e Carrera.
Nel 1978 Heuer presenta la sua prima linea di diver, la Serie 1000, la cui estetica richiama assai da vicino quella del Rolex Submariner.
TAG Heuer torna a cronometrare dei giochi olimpici nel 1980, a Mosca, e quelli invernali a Lake Placid.

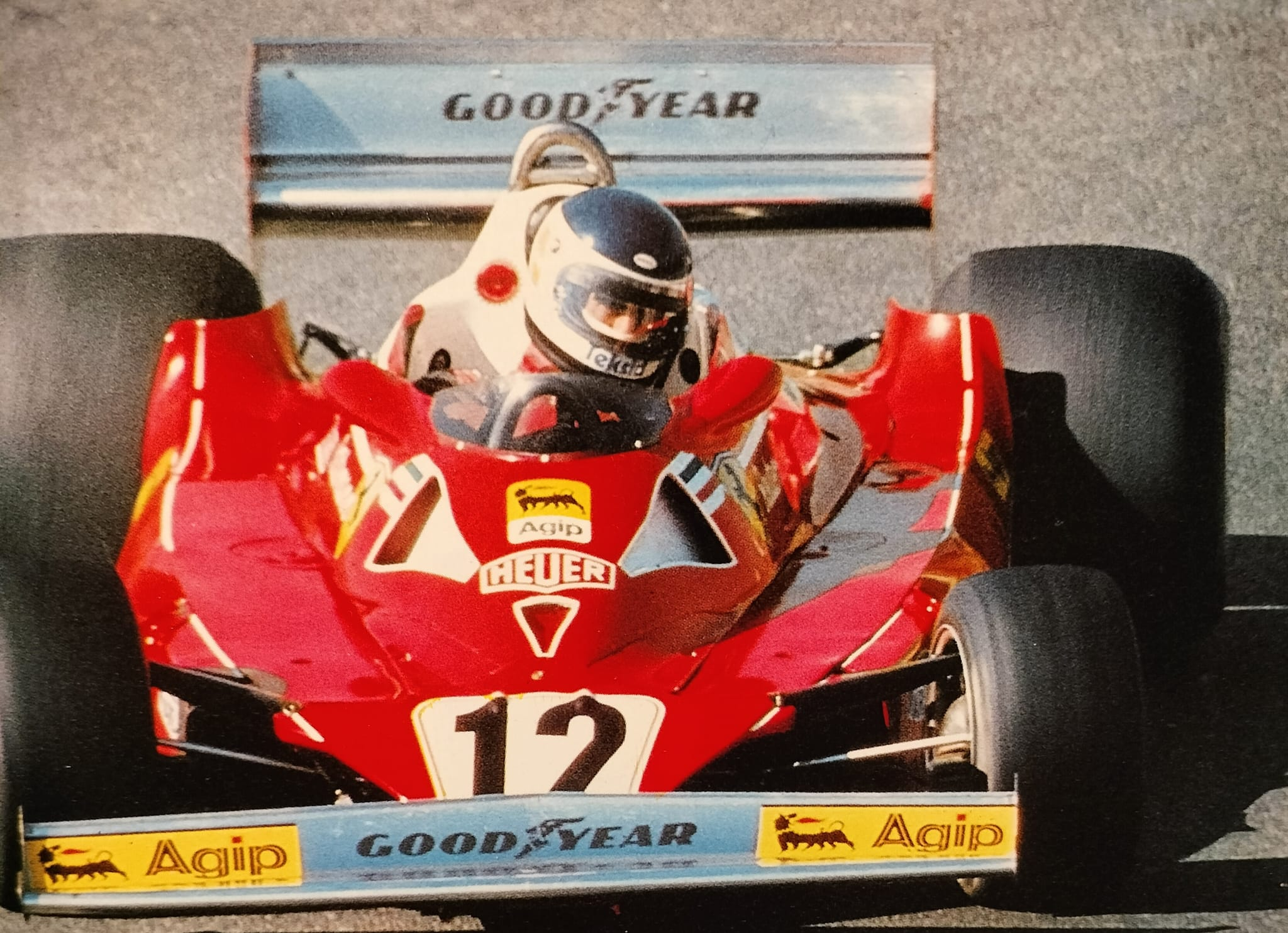
Ferrari T2 di Carlos Reutemann del 1977, sponsorizzata Heuer.

### La crisi, la cessione a TAG e il rinnovato legame con lo sport (1980-1990)
A seguito di una situazione di crisi economica, dovuta dalla rivoluzione del quarzo, Heuer diventa inizialmente di proprietà di Piaget nel 1982, che tuttavia la rivende nel gennaio 1986 a TAG.
Nel frattempo Heuer cerca di entrare in nuovi segmenti di orologeria: nel 1984 la collezione Executive propone orologi più eleganti dei tradizionali crono Heuer, in linea con la filosofia di Piaget.
TAG Heuer è nata dall'acquisizione di Heuer (che a sua volta si era fusa con Leonidas, altra azienda orologiera specializzata in rilevazioni cronometriche, a metà anni Sessanta) da parte di Techniques d'Avant Garde (TAG), società di proprietà dell'imprenditore franco-saudita Mansour Ojjeh. L'acquisizione viene perfezionata il 1 gennaio 1986. Una delle prime collezioni proposte dal nuovo marchio TAG Heuer è la Serie 4000 (un diver), seguita, a inizio anni '90, dalla 6000 (quest'ultimo disegnato da Jörg Kysek), che offre un'impermeabilità di 200 metri abbinata a un movimento al quarzo, com'era in voga nel periodo.

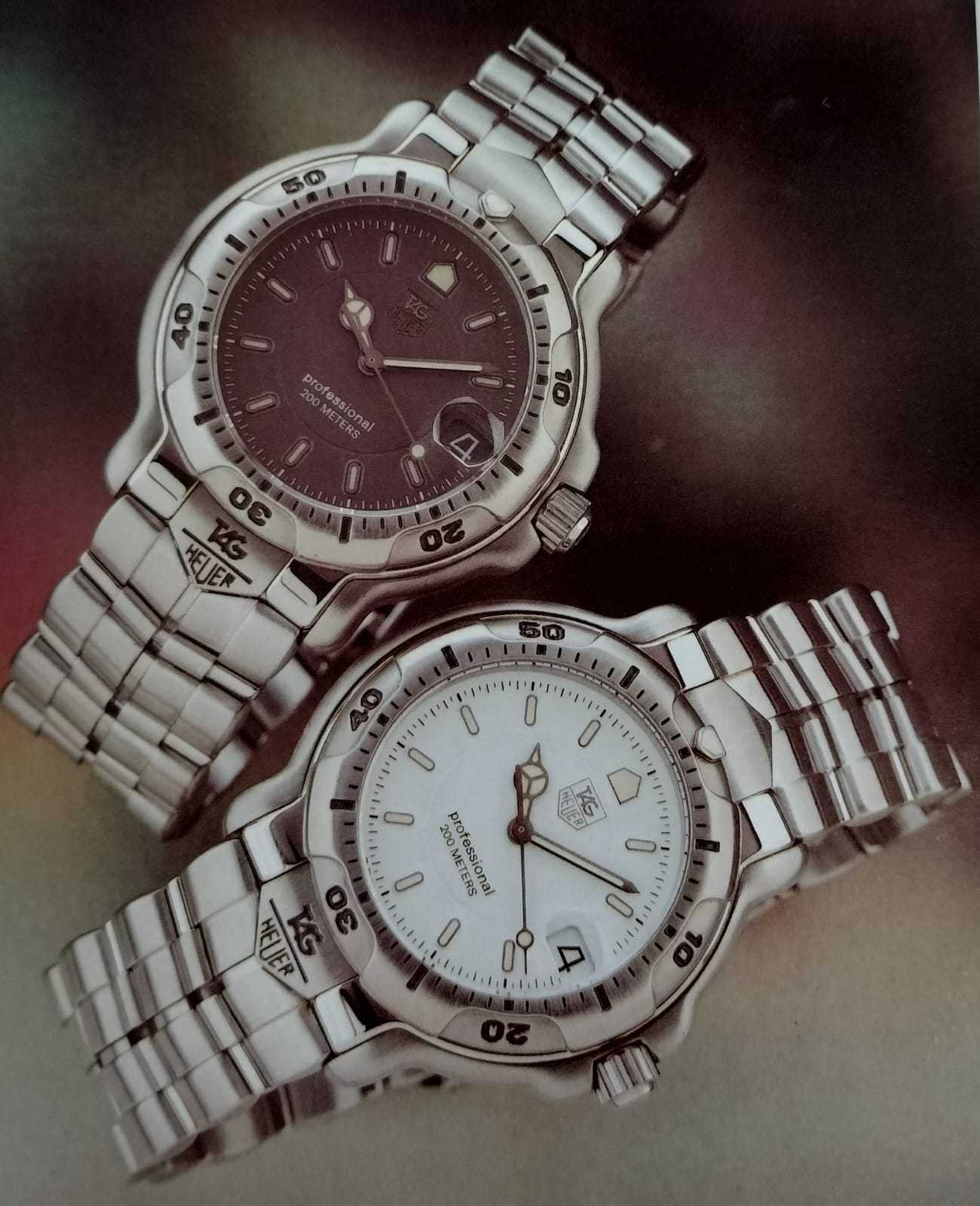
TAG Heuer 6000, fine anni Ottanta

Il marchio TAG Heuer deve parte della notorietà alla partecipazione nel mondo delle corse automobilistiche, principalmente la Formula 1, in cui è stato il fornitore ufficiale dei sistemi di cronometraggio in numerose stagioni, oltre ad avere fornito supporto economico dapprima a Williams (dal 1979 al 1981, quando TAG non aveva ancora acquisito Heuer), poi a McLaren (dal 1981) e quindi, dal 2016, a Red Bull, di cui è sponsor tutt'oggi.
Dal 1983 al 1987 TAG è stato finanziatore e collaboratore per la realizzazione dei motori Porsche utilizzati dalla McLaren. Questi motori consentirono a McLaren di vincere, in quel periodo, tre campionati mondiali piloti e due costruttori. 

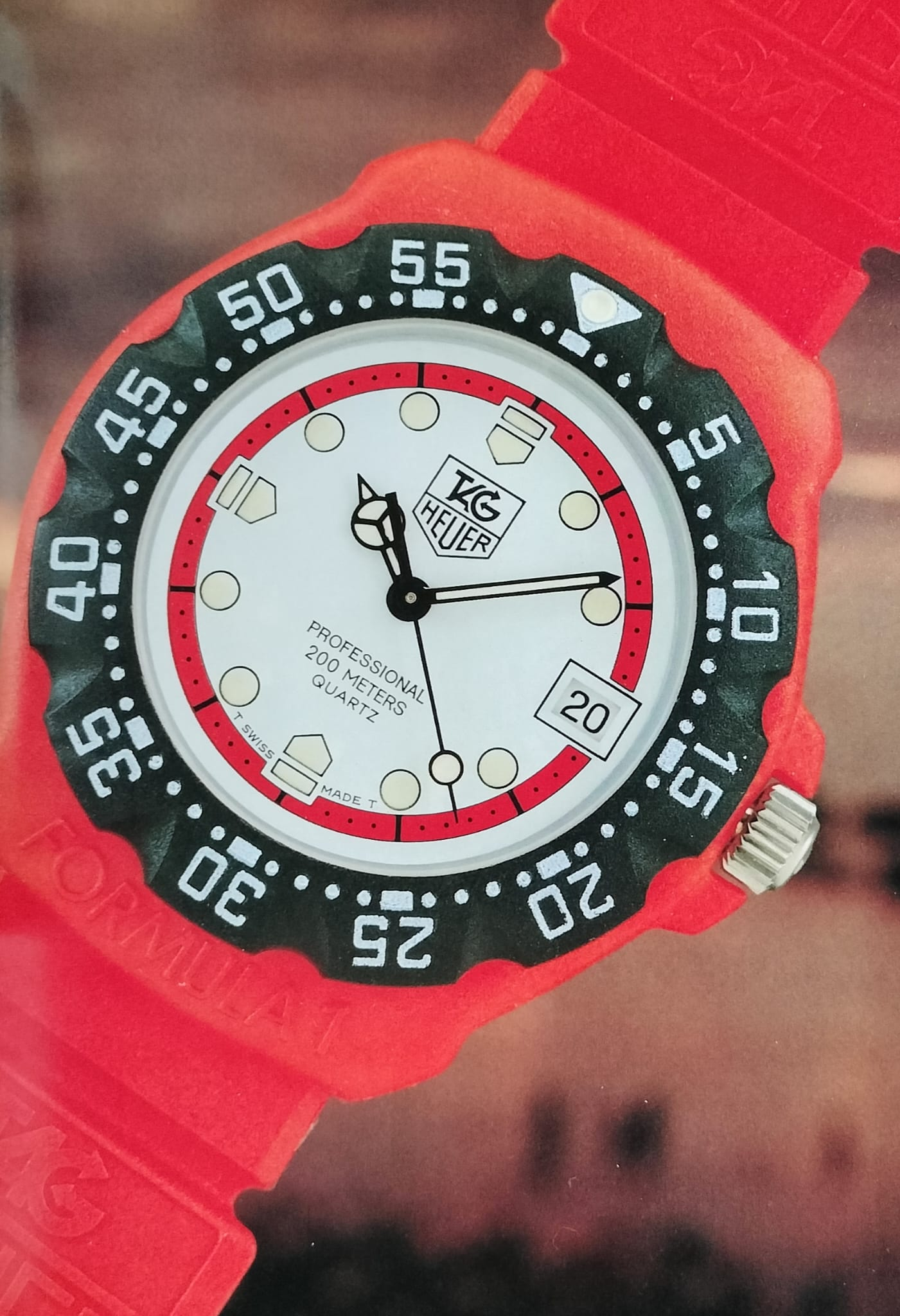
TAG Heuer Formula 1 prima serie, con cassa in fibra di vetro, cinturino in silicone e movimento al quarzo. Metà anni Ottanta

Proprio in virtù del legame con questo sport è nata, nel marzo 1986, la collezione Formula 1, inizialmente contraddistinta da solotempo al quarzo con bracciale in gomma, mentre recentemente è stata incarnata da cronografi sportivi, sempre a batteria.
Nel 1987 viene presentata un'altra nuova collezione, chiamata S/EL (Sport/Elegance), in cui si vuole abbinare l'eleganza di un design piuttosto ricercato (soprattutto per quanto riguarda le forme assai particolari del bracciale) ad un'impermeabilità di 200 metri. I movimenti di questa linea sono al quarzo, e presto viene proposto anche un cronografo con doppio schermo digitale, divenuto celebre anche per essere finito al polso di Ayrton Senna, pilota con cui la casa orologiera strinse una partnership a partire dal 1988.

### L'ingresso in LVMH (1990-2020)
Nel 1991 viene dismessa la Serie 1000 per sostituirla con la più moderna e personale Serie 1500, il cui design si discosta nettamente dal Rolex Submariner, pur rimanendo a tutti gli effetti un diver.
Nel 1997 il designer Jörg Hysek (già noto per aver progettato il Vacheron Constantin 222 e il Breguet Marine, oltre che il TAG Heuer Serie 6000) realizza il TAG Heuer Kirium, un orologio dotato di bracciale integrato e linee morbide e curve, con ghiera girevole scanalata. Il Kirium aveva il compito di sostituire il TAG Heuer Serie 4000. Rimarrà in produzione fino al 2008 circa. Sempre nel 1997 debutta la seconda generazione della collezione Formula 1.
Nel 1999 TAG Heuer entra a far parte del polo del lusso LVMH. Dopo un iniziale sovraposizionamento del marchio rispetto a Zenith, la stessa TAG Heuer ha, in periodi recenti, assunto il ruolo di Maison orologiera entry level del polo del lusso di cui fa parte.
Nel 2004 viene presentato il Sixty-Nine, un orologio con doppio quadrante: da un lato il quadrante analogico è alimentato da un movimento mecanico, dall'altro un quadrante digitale è alimentato da un calibro al quarzo.

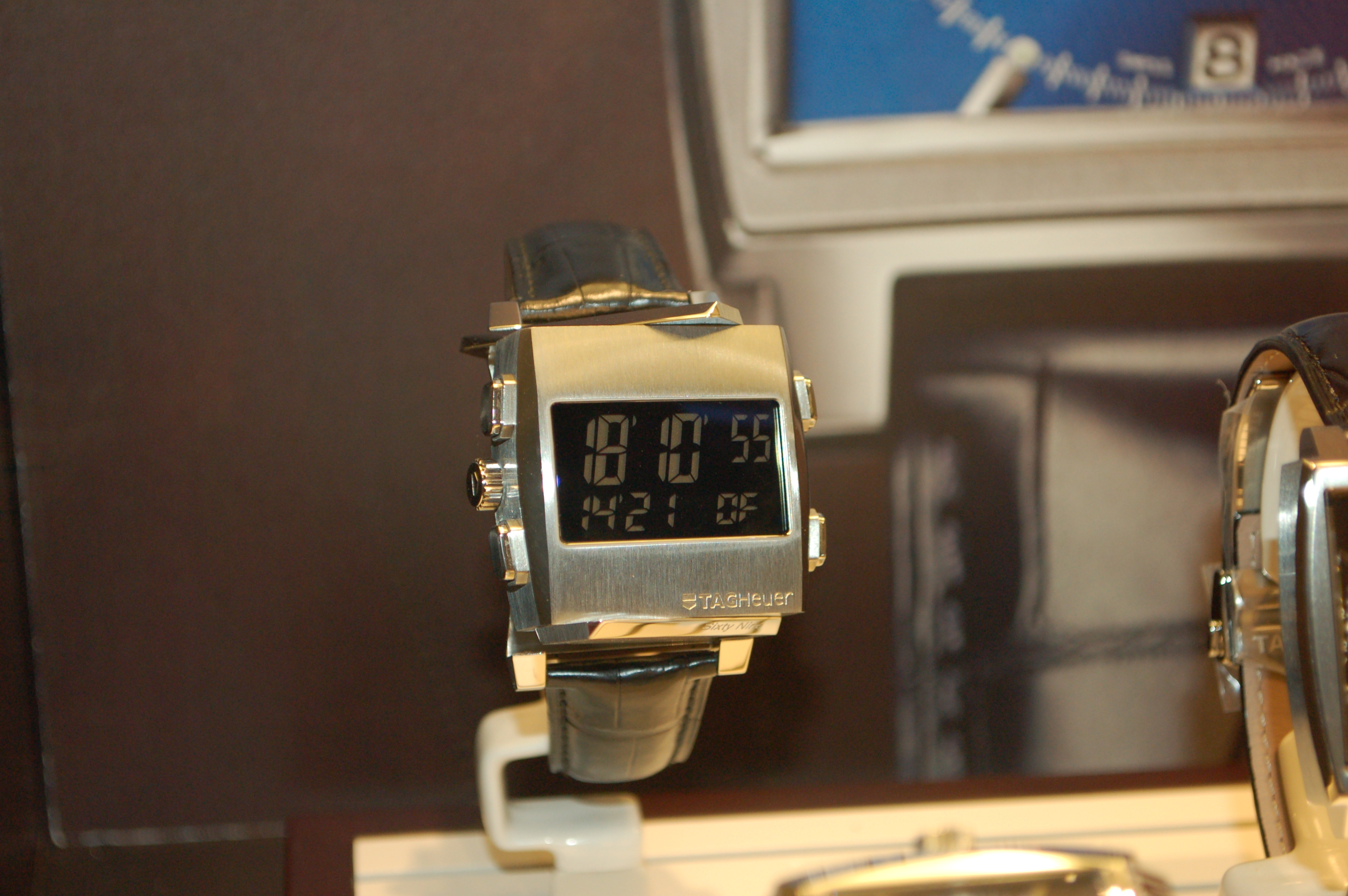
TAG Heuer Sixty Nine ref. CW9110 con doppia cassa reversibile: da un lato ospita un movimento meccanico con quadrante analogico, dall'altro un movimento al quarzo che alimenta uno schermo digitale. Risalente al 2004.

Dal 2014 al 2018 Jean-Claude Biver (dal 2008 in orbita LVMH in quanto CEO di Hublot dal 2004) ha ricoperto la carica di Amministratore Delegato dell'azienda.

Il nuovo legame di TAG Heuer con le corse viene rinsaldato grazie alla partnership con Red Bull, nuova scuderia a cui TAG Heuer fa da sponsor dopo la cessazione, nel 2015, della partnership trentennale con McLaren, marchiando i motori Renault utilizzati dal team dal 2016 al 2018.

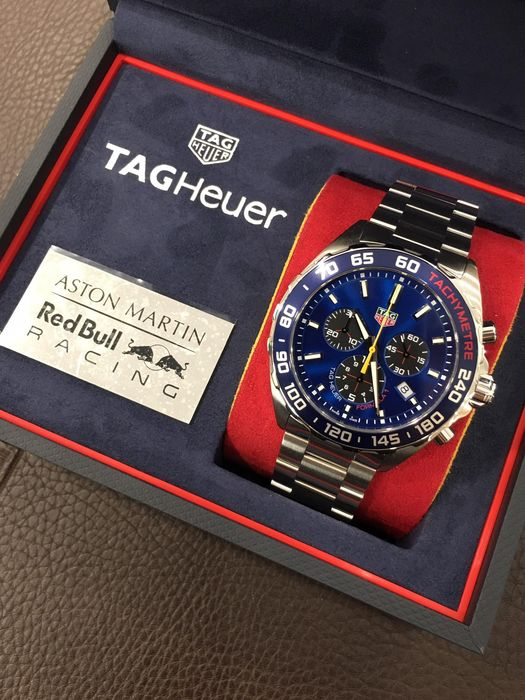
Cronografo TAG Heuer Formula 1 Aston Martin Red Bull Racing Special Edition 2020

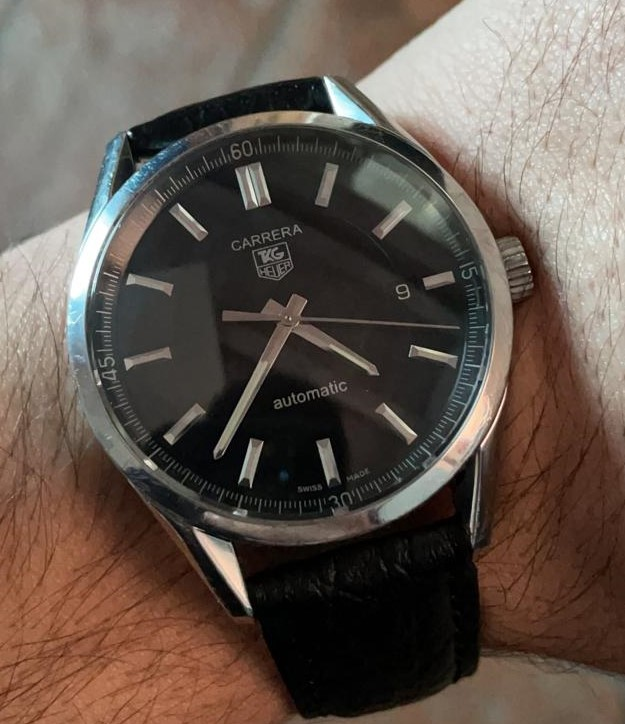
TAG Heuer Carrera Calibre 5, anni 2010

Dal 2017 al 2019 è partner e cronometrista delle corse ciclistiche organizzate da RCS, tra cui il Giro d'Italia.
Recentemente TAG Heuer ha presentato il suo smartwatch, chiamato Connected. Inoltre è stato presentato anche il primo orologio TAG Heuer che si ricarica con l'energia solare: si tratta del Solargraph, che monta un movimento al quarzo dove la pila funziona come accumulatore di energia.
Dopo un lungo periodo di assenza sulle scene, nel 2023 torna il Carrera Skipper per gli appassionati della barca a vela.
Nel 2023 è stato nominato il nuovo amministratore delegato Julien Tornare, ex CEO di Zenith, ma dopo solo un anno è stato sostituito da Antoine Pin, ex CEO di Bulgari, in un'ottica di rotazione manageriale all'interno del gruppo LVMH.

### Testimonial e amici del brand
Tra i vari testimonial si ricordano Patrick Dempsey il quale è anche ambasciatore ufficiale, Steve McQueen, Leonardo DiCaprio, Ayrton Senna, Gerhard Berger, Carl Lewis, Cara Delevigne, Kimi Räikkönen, Cristiano Ronaldo, Lewis Hamilton e Martin Garrix.

## Profilo
TAG Heuer è specializzata nei cronografi. I nomi di alcune delle linee sono: Monaco, Carrera, Monza, Link, Aquaracer, Kirium, Autavia.

I movimenti montati sugli orologi TAG Heuer sono a carica automatica, al quarzo e a movimento elettro-meccanico; quest'ultimo è brevettato dalla stessa TAG Heuer ed è presente, per esempio, sul modello Link Calibre S o Aquaracer Calibre S.

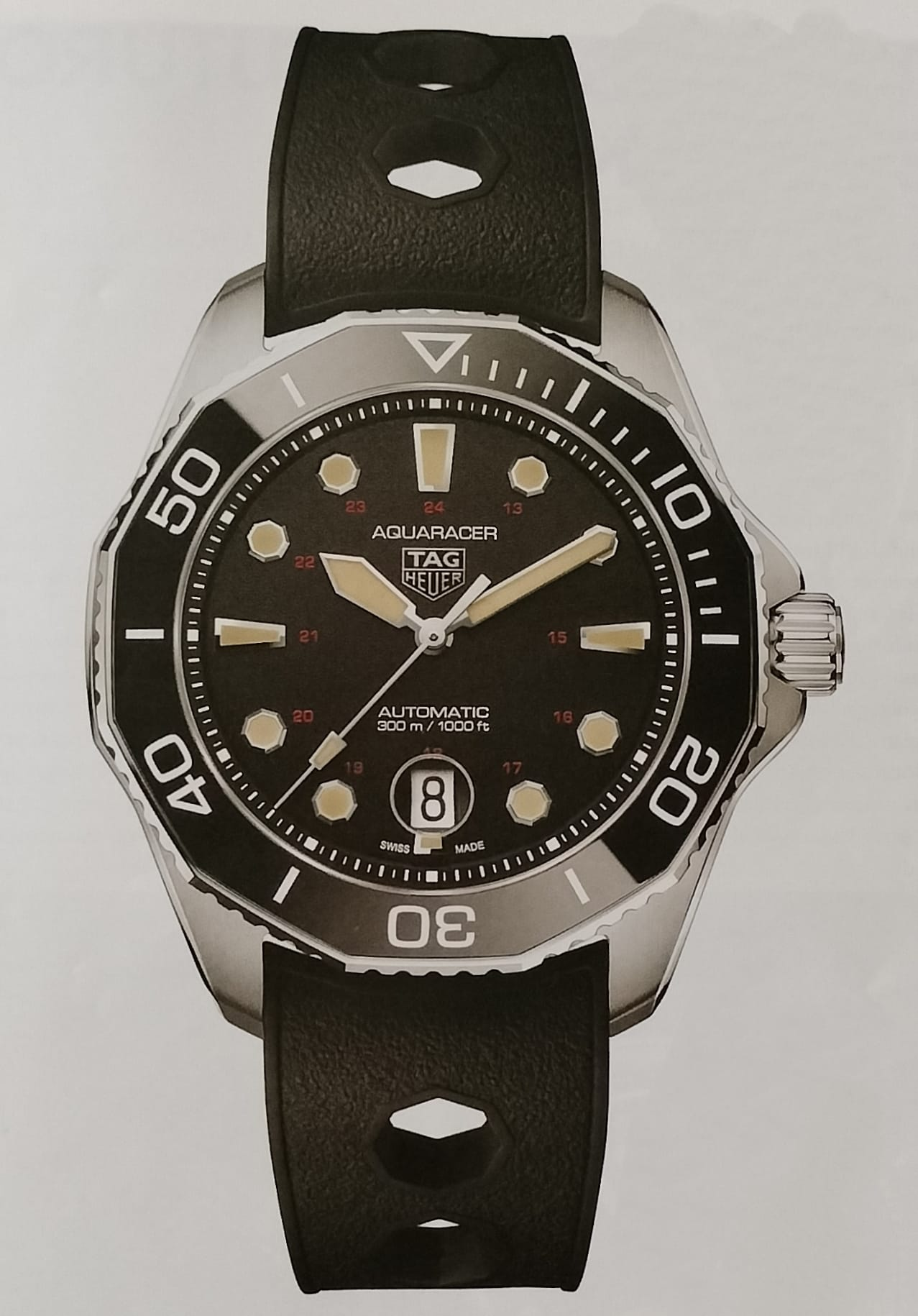
TAG Heuer Aquaracer tribute to ref. 844